# Kościół Ognissanti w Wenecji
Kościół Ognissanti (pol. kościół Wszystkich Świętych)  – rzymskokatolicki kościół w Wenecji w dzielnicy (sestiere) Dorsoduro). Dedykowany jest Wszystkim Świętym.

## Historia

### XV i XVI wiek
W roku 1472 grupa cysterek z klasztoru Santa Margherita na Torcello przeniosła się, ze względu na złe warunki klimatyczne, do jednej ze swych posiadłości, znajdujących się na terenie parafii SS. Gervasio e Protasio w Wenecji i zbudowała tutaj niewielki, drewniany kościół i klasztor pod wezwaniem Najświętszej Maryi Panny i Wszystkich Świętych. Dwa lata później do tej grupy dołączyło 8 innych mniszek, po czym za zgodą patriarchy Maffea Gherardiego nowe zgromadzenie wybrało swoją pierwszą matkę przełożoną, Euphrosynę Berengo. W 1496 roku papież Aleksander VI przyłączył mniszki weneckie do Congregatio Casinensis. Z datków zebranych od wiernych cysterki rozbudowały klasztor, a w 1505 roku rozpoczęły odbudowę kościoła z kamienia. Budowa została ukończona w 1520 roku, ale kościół konsekrowano dopiero w roku 1586, co było prawdopodobnie spowodowane niedostatkiem, w jakim żyły zakonnice, i wynikającym z niego powolnym tempem prac, często przerywanych. W międzyczasie przed zgromadzeniem z Ognissanti postawiono zadanie zreformowania innych klasztorów tej reguły, w związku z czym w 1518 roku 14 z nich zostało z woli patriarchy Antonia Contariniego wysłanych do klasztoru SS. Biagio e Cataldo na wyspie Giudecca. 

### XIX i XX wiek
Na mocy dekretu Królestwa Włoch z 8 czerwca 1805 roku, cała wspólnota zakonna została 28 lipca następnego roku skupiona w klasztorze SS. Biagio e Cataldo. W tym samym roku kompleks kościelno-klasztorny został przez Francuzów zamknięty i ogołocony z dzieł sztuki. Miejsce cysterek w Ognissanti zajęły siostry kapucynki z Castello, ale i one 12 maja 1810 roku zostały rozwiązane, po czym w 1820 roku przywrócone. W 1820 roku budynek klasztoru przeznaczono na szkołę dla dziewcząt. W okresie późniejszym burmistrz Wenecji Giambattista Giustinian założył w kościele dom starców. W klasztorze natomiast ulokowany został szpital. Kościół został odrestaurowywany na potrzeby pacjentów i ich gości i ponownie otwarty.

## Architektura

### Wygląd zewnętrzny
Bardzo wysoka fasada jest podzielona pionowo na trzy części. W łukowym zwieńczeniu portalu umieszczono tablicę upamiętniającą założenie kościoła w tym miejscu. Z lewej strony kościoła znajduje się kampanila wzniesiona w XVI wieku i zwieńczona barokowym hełmem. Ma ona 40 m wysokości i posiada dzwony uruchamiane ręcznie.

### Wnętrze
Wnętrze jest jednonawowe. Apsydę flankują dwiema kaplice z ołtarzami. Charakterystyczny dla kościoła jest obszerny chór zakonny zajmujący prawie połowę jego długości. Sklepienia absydy i obu bocznych kaplic pokrywają freski.

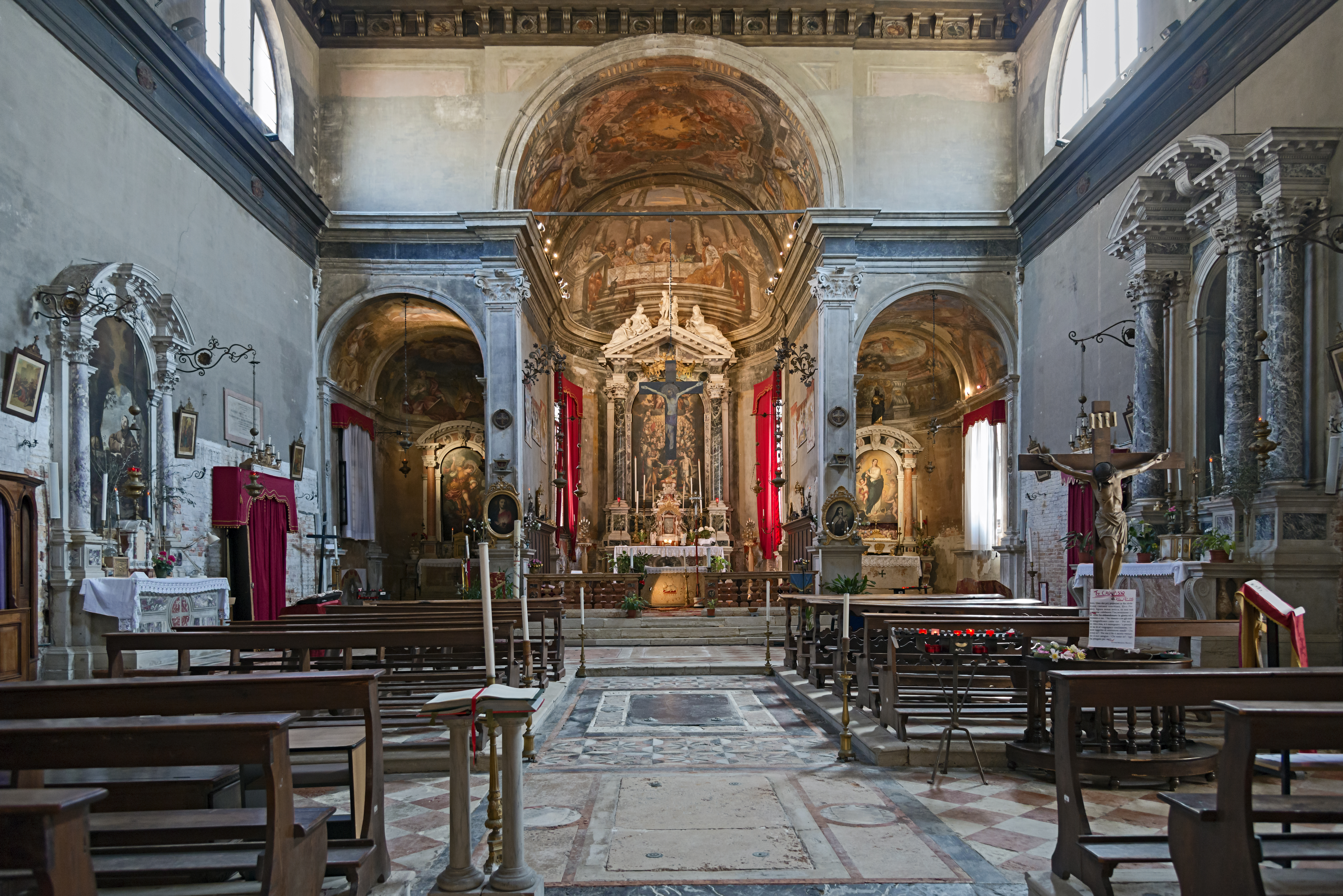
Wnętrze – widok na ołtarz główny
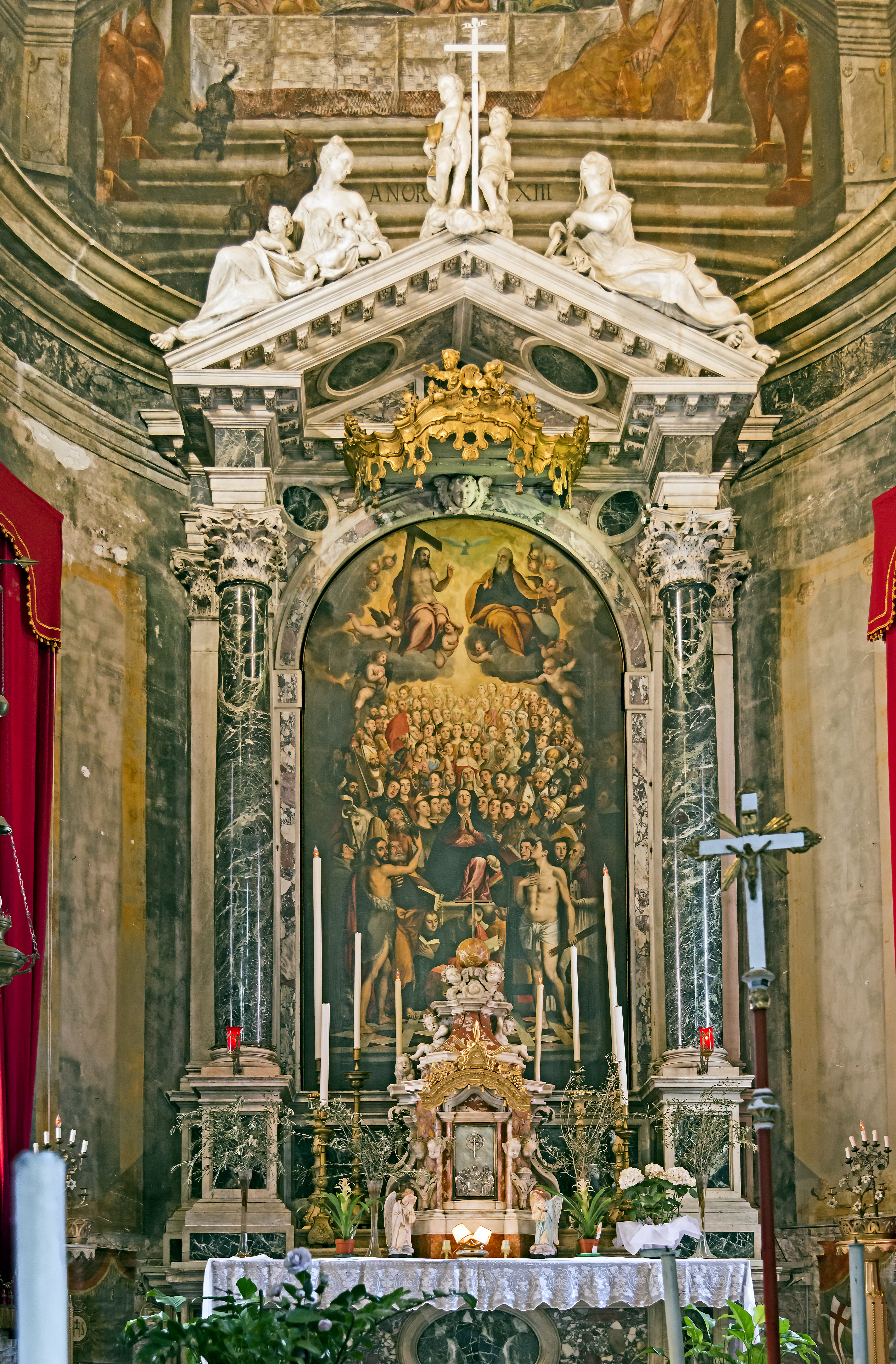
Ołtarz główny
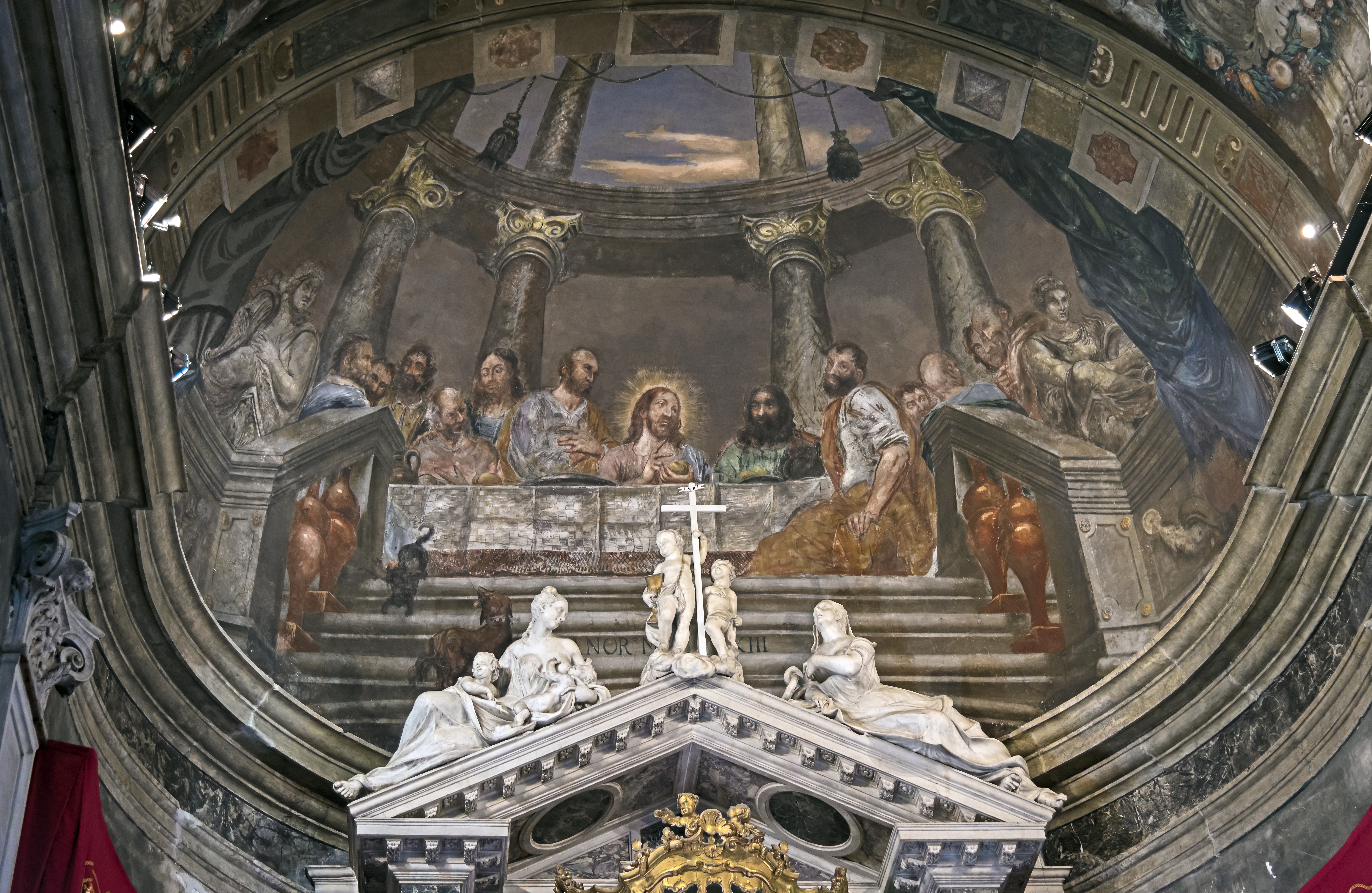
Fresk na sklepieniu prezbiterium
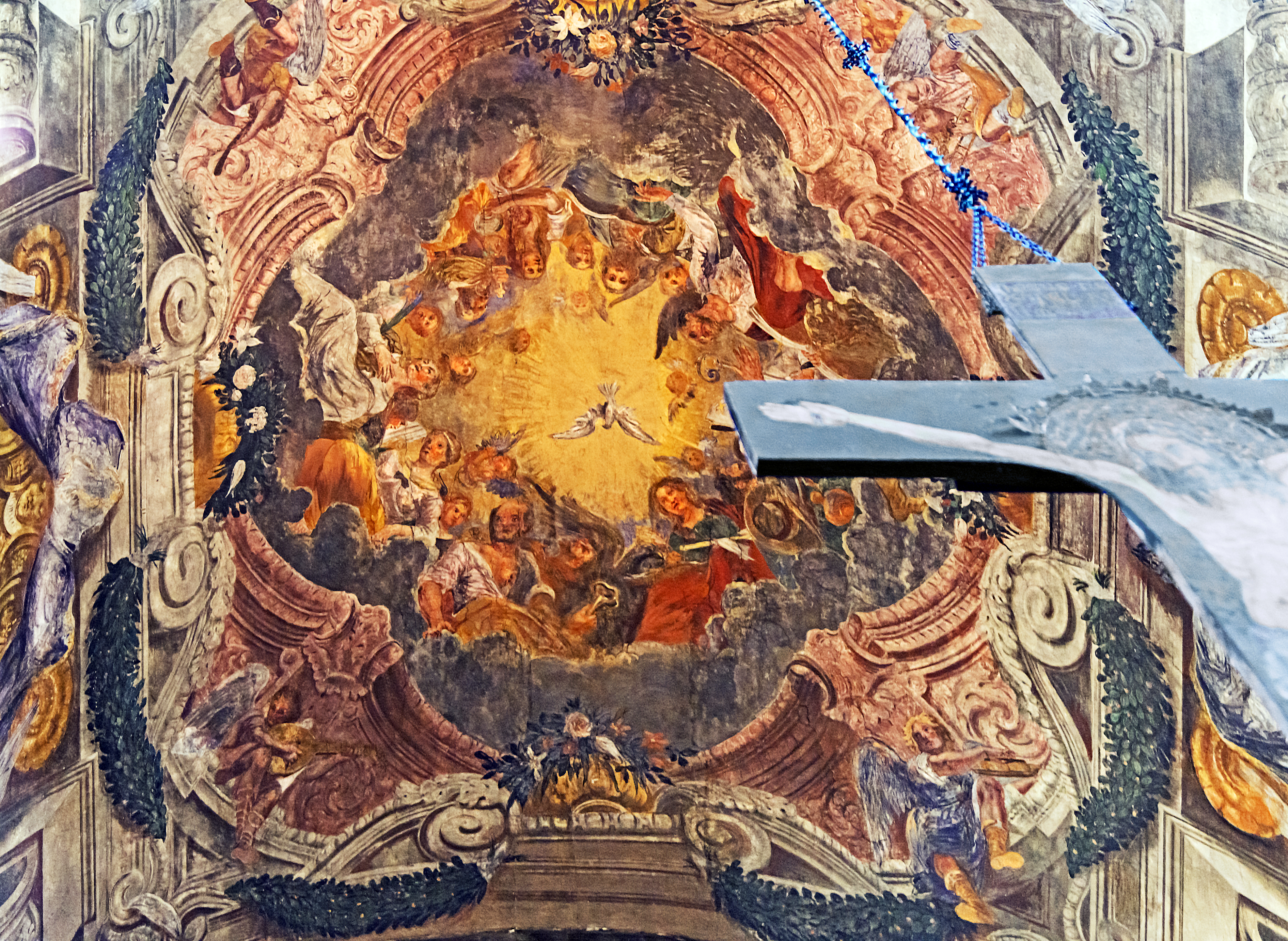
Fresk na sklepieniu prezbiterium
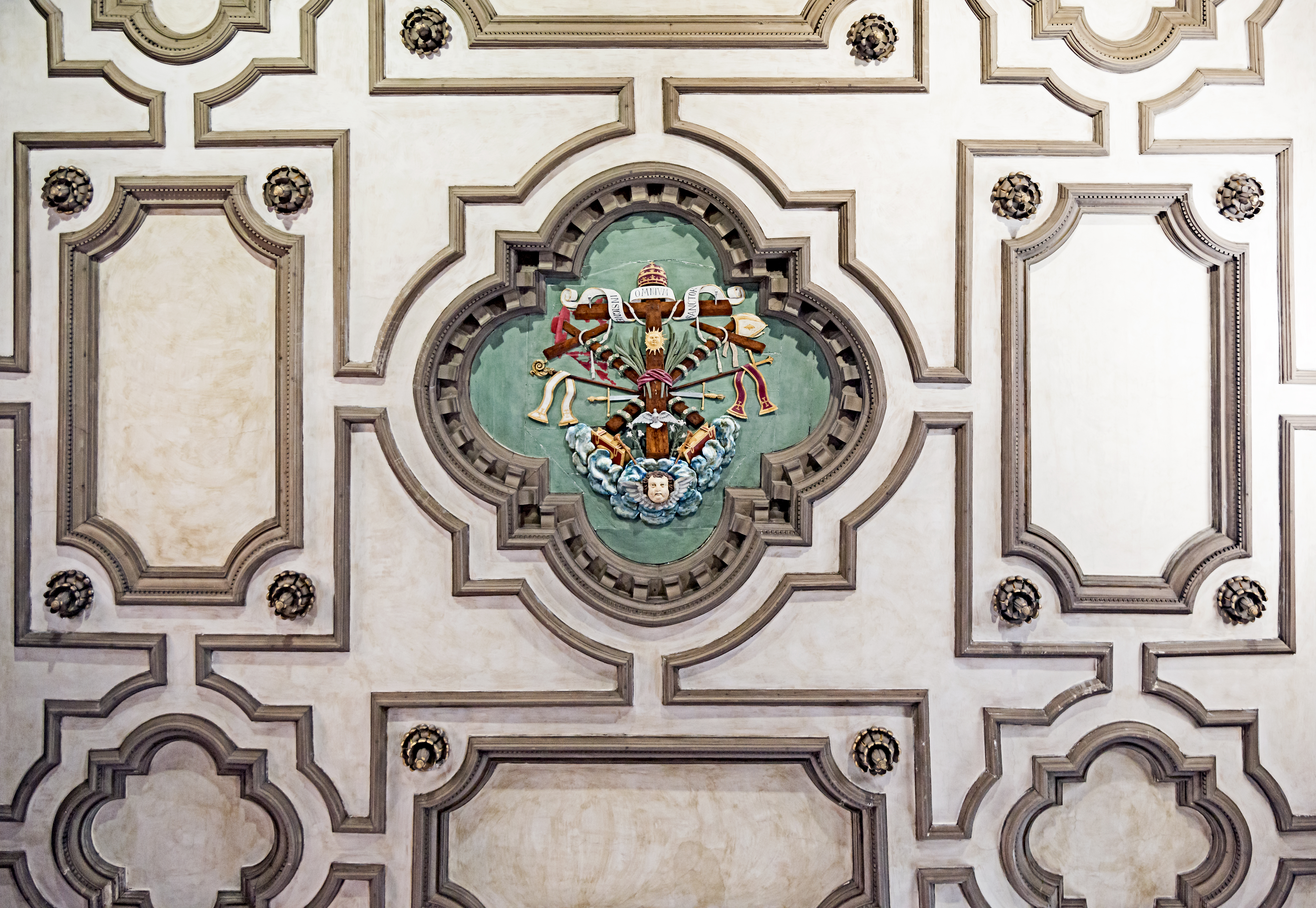
Sklepienie nawy